# Isla Royal Belize
La Isla Royal Belize (en inglés: Royal Belize) es una isla privada frente a la costa del país centroamericano de Belice. Se trata de un complejo turístico insular de 7,5 acres (0,03 hectáreas) que fue desarrollado originalmente como un refugio privado.
Es la única isla privada de lujo en Belice alquilada a una serie de invitados la vez. La isla está situada en la Reserva Marina South Water Caye, aproximadamente a nueve millas al sureste de Dangriga. El espacio cuenta con habitaciones que pueden alojar hasta diez adultos en tres villas con aire acondicionado.
Un personal de tiempo completo está presente en la isla para cocinar, limpiar, atender, orientar y atender a los huéspedes.